# Лысьвенский театр драмы
Лысьвенский театр драмы имени А. А. Савина является единственным театром в городе Лысьве Пермского края. В 2000 г. был назван в честь своего директора А. А. Савина.

## История
Театр в Лысьве появился в 1944 году. Труппа создана на базе Ивановского передвижного театра и Молотовского театра миниатюр. Первый сезон открылся 7 октября 1944 г.
Эпоху в развитии театра составила деятельность Анатолия Савина на посту главного режиссёра, а затем и художественного руководителя — директора театра. 24 ноября 2000 г. театру было присвоено имя Анатолия Савина.
В 1996 году со спектаклем «Свадьба» по пьесе А. П. Чехова театр стал участником 50-го Авиньонского международного театрального фестиваля во Франции. В 2000 году со спектаклем «Ночлежка» по пьесе М. Горького «На дне» театр впервые стал участником II Фестиваля театров малых городов России в Москве. Спектакль был удостоен специального диплома Совета критиков за актёрский ансамбль и выдвинут на соискание государственной премии России в области литературы и искусства 2000 года.
В мае 2004 года, на вновь возрожденной после пожара сцене, театр принимал в своих стенах V Фестиваль театров малых городов России. Спектакль «Ромео и Джульетта» по пьесе У. Шекспира оказался в числе лучших спектаклей фестиваля и был показан в Москве.
В 2011 г. на краевом фестивале профессиональных театров «Волшебная кулиса» спектакль «Поздняя любовь» получает диплом «Лучший спектакль большой формы».
Лысьва принимает Фестиваль театров малых городов России в 2008, 2010 и 2012 году. Спектакль «Игроки» по пьесе Н. Гоголя был признан победителем в номинации «Спектакль большой формы» и в апреле 2013 г. показан в Москве на сцене Театра Наций.
Осенью 2013 г. спектакль «Облако-рай» становится участником фестиваля «Арт-миграция» в Москве, впоследствии номинантом на национальную театральную премию «Золотая маска», а также в 2015 году — участником II Международного молодёжного театрального форума стран Содружества, Балтии и Грузии в г. Минск, Беларусь.
В сентябре 2014 года в Лысьве прошла лаборатория современной французской драматургии под руководством Государственного театра наций.
В 2015 году спектакль «Спасти камер-юнкера Пушкина»" по пьесе Михаила Хейфеца — участник II Международного фестиваля «ПостЕфремовское пространство», на фестивале «Волшебная кулиса», Пермский край — «Лучший спектакль для молодежи».
В 2017 г. — спектакль «Тартюф» — участник краевого фестиваля «Волшебная кулиса», специальный диплом на режиссуру — режиссёру спектакля Алексею Тишуре.
В 2018 г. — спектакль «Пиковая дама» стал участником межрегионального фестиваля «Сообщение» (г. Кудымкар) и международного фестиваля «Липецкие театральные встречи» (г. Липецк), где стал лауреатом в номинации «За освоение классики современными театральными средствами».
В 2019 г. — в стенах театра состоялась V Лаборатория современной пьесы «Посторонним В…». Спектакль «Страсти по Шекспиру» стал участником регионального театрального фестиваля «КаМский» (г. Березники). На краевом фестивале «Волшебная кулиса» Заслуженная артистка РФ Наталья Миронова стала победителем в номинации «Лучшая женская роль», за роль Раневской в спектакле «Вишнёвый сад». 7 октября 2019 года театру исполнилось 75 лет. Сегодня директор театра — Евгения Сибирякова.
Спектакли и работники Лысьвенского театра драмы им. А. А. Савина — лауреаты в сфере культуры и искусства Пермского края:
- 2004 г. — «Ромео и Джульетта» (артисты Михаил Тихомиров и Елена Елькина, режиссёр спектакля Ольга Ольшанская)
- 2008 г. — «Поминальная молитва» (артисты Людмила Шуваева, Анатолий Лепихин, Олег Павлов, режиссёр спектакля Тимур Насиров)
- 2010 г. — «Ночь Гельвера» (артисты Игорь Безматерных, Наталья Миронова, музыкант Владимир Белобородов, режиссёр спектакля Александр Баринов)
- 2015 г. — Заслуженный артист России Александр Миронов, за честь и достоинство.

Театр ежегодно ставит спектакли на субсидии Министерства культуры Пермского края: «Страсти по Шекспиру», «Сломанное время», «Слон Хортон ждёт птенца», «Спасти камер-юнкера Пушкина», «Женитьба Фигаро», «Горе от ума», «Укрощение строптивой. Today», «Васса Железнова» и т. д., участвует в федеральных проектах «Театры малых городов» и «Культура малой Родины»: «Остров сокровищ», «Сказки Салтыкова-Щедрина», «Тёмные аллеи», «Макбет», «Пиковая дама», «Сказы Бажова», «Касатка», «Вишнёвый сад». Приобретено звуковое и световое оборудование для большой сцены, сценические конструкции.
Театр реализует проекты «Культурная среда», «Ночь в театре», социально-психологический проект «Разговор без цензуры» и др. для привлечения нового зрителя.

## Здание театра
Театр располагается в здании бывшего Лысьвенского ремесленного училища, построенном в 1903—1906 гг. в кирпичном стиле. Распоряжением губернатора Пермской области № 713-р от 05.12.2000 г. здание объявлено памятником градостроительства и архитектуры регионального значения.